# Acrocephalus aequinoctialis
Felosa-de-kiritimati< ou felosa-da-kiritimati' (Acrocephalus aequinoctialis) é uma espécie de ave da família Acrocephalidae. Apenas pode ser encontrada no Kiribati (ilha Christmas).